# Liste öffentlicher Bücherschränke im Ortenaukreis
In der Liste öffentlicher Bücherschränke im Ortenaukreis sind öffentliche Bücherschränke für Orte, die zum Ortenaukreis in Baden-Württemberg gehören, aufgeführt. Sie ist primär nach Orten sortiert, unabhängig davon, ob es sich um Ortsteile, Gemeinden oder Städte handelt. Der Artikel ist Teil der übergeordneten Liste öffentlicher Bücherschränke in Baden-Württemberg. Ein öffentlicher Bücherschrank ist ein Schrank oder schrankähnlicher Aufbewahrungsort mit Büchern, der dazu dient, Bücher kostenlos, anonym und ohne jegliche Formalitäten zum Tausch oder zur Mitnahme anzubieten. Die Liste erhebt keinen Anspruch auf Vollständigkeit.

## Öffentliche Bücherschränke im Ortenaukreis
Derzeit sind im Ortenaukreis 18 öffentliche Bücherschränke erfasst (Stand: 20. Jan. 2022):
| Bild | Ausführung                      | Ort                            | Seit          | Anmerkung                                                                                          | Geokoordinaten                                               |
| ---- | ------------------------------- | ------------------------------ | ------------- | -------------------------------------------------------------------------------------------------- | ------------------------------------------------------------ |
|      | Bücherschrank                   | Achern                         |               | Bücherschrank (Adlerplatz)                                                                         | ⊙ Adlerplatz 1                                               |
|      | Bücherschrank                   | Lahr-Hugsweier                 | Mai 2020      | offener Bücherschrank                                                                              | ⊙ Mühlfeldstr. 7                                             |
|      | Holzschränke                    | Friesenheim                    | Okt. 2018     | Zwei Holzschränke mit Dach und überdachter Sitzbank, private Initiative                            | ⊙ Grundstück „Im Ried 18“ beim Heiligenzeller Trainingsplatz |
|      | Bücherschrank (Telefonhäuschen) | Hausach                        |               | | ⊙ Klosterplatz                                               |
|      | Bücherschrank (Telefonhäuschen) | Hausach                        |               | Mostmaierhof-Vereinsgelände                                                                        | ⊙ Eisenbahnstraße 40                                         |
|      | Bücherschrank                   | Kehl                           |               | Schrank bei der Rezeption des Campingplatzes                                                       | ⊙ Am Rheinköpfle                                             |
|      | Bücherschrank                   | Kehl                           | 2012          | Bücherwurm (Marktplatz Kehl)                                                                       | ⊙ Rheinstraße 71–73                                          |
|      | Telefonzelle                    | Kehl, Ortsteil Kork            | Jan. 2021     | Initiiert vom Verein Vielfältiges Kork, barrierefrei                                               | ⊙ Albert-Schweitzer-Platz                                    |
|      | Bücherregal                     | Lahr                           | 2015          | gemeinsam initiiert vom Freundeskreis Stadtpark Lahr und dem Förderkreis Mediathek Lahr.           | ⊙ Stadtpark Lahr, in der alten Weinstube am Musikpavillon    |
|      | Bücherregal                     | Leutesheim                     |               | Offenes Bücherregal                                                                                | ⊙ Bodersweierer Straße 2                                     |
|      | Bücherschrank                   | Nonnenweier                    |               | Bücherhisli in Schwanau-Nonnenweier                                                                | ⊙ Schmidtenstraße 22                                         |
|      | Bücherschrank                   | Oberkirch                      | 6. Apr. 2019  | Initiative des Vereins „Paula“                                                                     | ⊙ Am Marktplatz beim Bachschlenker                           |
|      | offenes Holzregal               | Oberkirch, Ortsteil Ringelbach | Apr. 2020     | Gebaut von Auszubildenden unter Anleitung eines Ortschaftsrats                                     | ⊙ Überdachter unterer Bereich der Kastelberghalle            |
|      | Bücherschrank                   | Ohlsbach                       |               | Initiiert von der Bücherei, der Gemeindeverwaltung Ohlsbach und dem Künstler saschahummel.art      | ⊙ Börscherplatz 1 (neben Bücherei)                           |
|      | Edelstahlschrank BOKX 01        | Ortenberg                      | 23. Apr. 2017 | Aufgestellt am „Welttag des Buches 2017“ von der Gertrud-von-Ortenberg-Bürgerstiftung              | ⊙ Dorfplatz Ortenberg                                        |
|      | Vorgartenbibliothek             | Ringsheim                      |               | Private Initiative, Bookcrossing-Zone, OBCZ am Kaiserberg                                          | ⊙ Kaiserbergstraße 16                                        |
|      | Holzschrank mit Dach            | Rust                           | Mai 2017      | Initiiert von der Gemeindeverwaltung Rust, erstellt vom Bauhof der Gemeinde nach eigenen Entwürfen | ⊙ „Sonnenplatz“ in der Hindenburgstraße                      |
|      | Telefonzelle                    | Unterentersbach                | März 2020     | private Initiative                                                                                 | ⊙ Parkplatz am Dorfgemeinschaftshaus, Nußbaumstraße 1        |
|      | Bücherschrank                   | Willstätt                      |               | Offener Bücherschrank                                                                              | ⊙ Am Mühlplatz 1                                             |

## Statistik
Zu einem Vergleich zu den anderen Land- und Stadtkreisen Baden-Württembergs sowie zum Landesdurchschnitt siehe die Statistik öffentlicher Bücherschränke in Baden-Württemberg.